# Kautokeino
Kautokeino (en sami y también oficialmente: Guovdageaidnu; en kven: Koutokeino) es un municipio y localidad de la provincia de Finnmark, Noruega. Colinda al sur con Finlandia.
Es una especie de capital cultural del pueblo sami, junto con Karasjok. Sus instituciones culturales y la cría de renos representan las principales actividades del municipio. Cuenta con una población de 2914 habitantes según el censo de 2015, de los cuales unos 2000 habitan en la cabecera municipal y el resto en 15 poblados menores. Es el más grande municipio de Noruega y uno de los de menor índice de desarrollo humano.[cita requerida]
El poblado de Kautokeino fue escenario de la llamada rebelión de Kautokeino en 1852, cuando un grupo de samis respondió violentamente a la colonización noruega.

## Etimología
El nombre noruego de Kautokeino es un préstamo del sami Guovdageaidnu, que significa «medio camino» (de guovda: «medio», «mitad», y geiadnu: «camino»). El nombre hace alusión a la localización del poblado a la mitad de dos rutas tradicionales de migración de las poblaciones sami.

## Historia

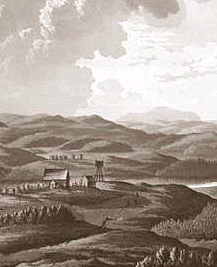
El pueblo de Kautokeino alrededor de 1800. Grabado de A.F. Skjöldebrand.

Desde el siglo XVI se estableció en Kautokeino una comunidad sami. La zona donde hoy se ubica el municipio fue motivo de disputas territoriales entre Suecia y Noruega desde el siglo XVI. El rey sueco Carlos XI dispuso que se construyeran iglesias suecas junto al cauce de los ríos de la zona, algo que sin embargo no tuvo resonancia.
En 1673 se creó un curato sueco en Kautokeino, dependiente de la diócesis de Härnösand, pero la construcción de una iglesia parroquial no tendría lugar sino hasta 1701.
La soberanía sueca sobre Kautokeino terminó en 1751, cuando tras un acuerdo territorial con Dinamarca-Noruega, la zona recayó en esta última. Hubo algunas protestas de los comerciantes de Torneå, que perdieron los derechos de comerciar en la zona.
El uso del alcohol llevado por los noruegos y el laestadianismo adoptado por los samis condujo a cierta resistencia de estos ante el Estado y la Iglesia de Noruega, que tuvo un sangriento desenlace en la rebelión de Kautokeino de 1852, en la que un grupo de sami asesinó a colonos noruegos. Tras ese acontecimiento, el gobierno intensificó la asimilación del pueblo sami a la sociedad noruega.
Kautokeino fue escenario de la llamada controversia de Alta de 1979, que tuvo como trasfondo la intención del gobierno noruego de construir una central hidroeléctrica en el río Kautokeino-Alta, que inundaría el poblado de Máze. La población sami, que consideró el proyecto como un atentado a su cultura, se opuso tenazmente y organizó un movimiento de resistencia que tenía como base la desobediencia civil. Si bien la central fue construida, el movimiento colocó los derechos de los samis en la agenda política noruega, lo que resultaría en una legislación tendiente a respetar la identidad cultural y el territorio de la etnia.

## Geografía

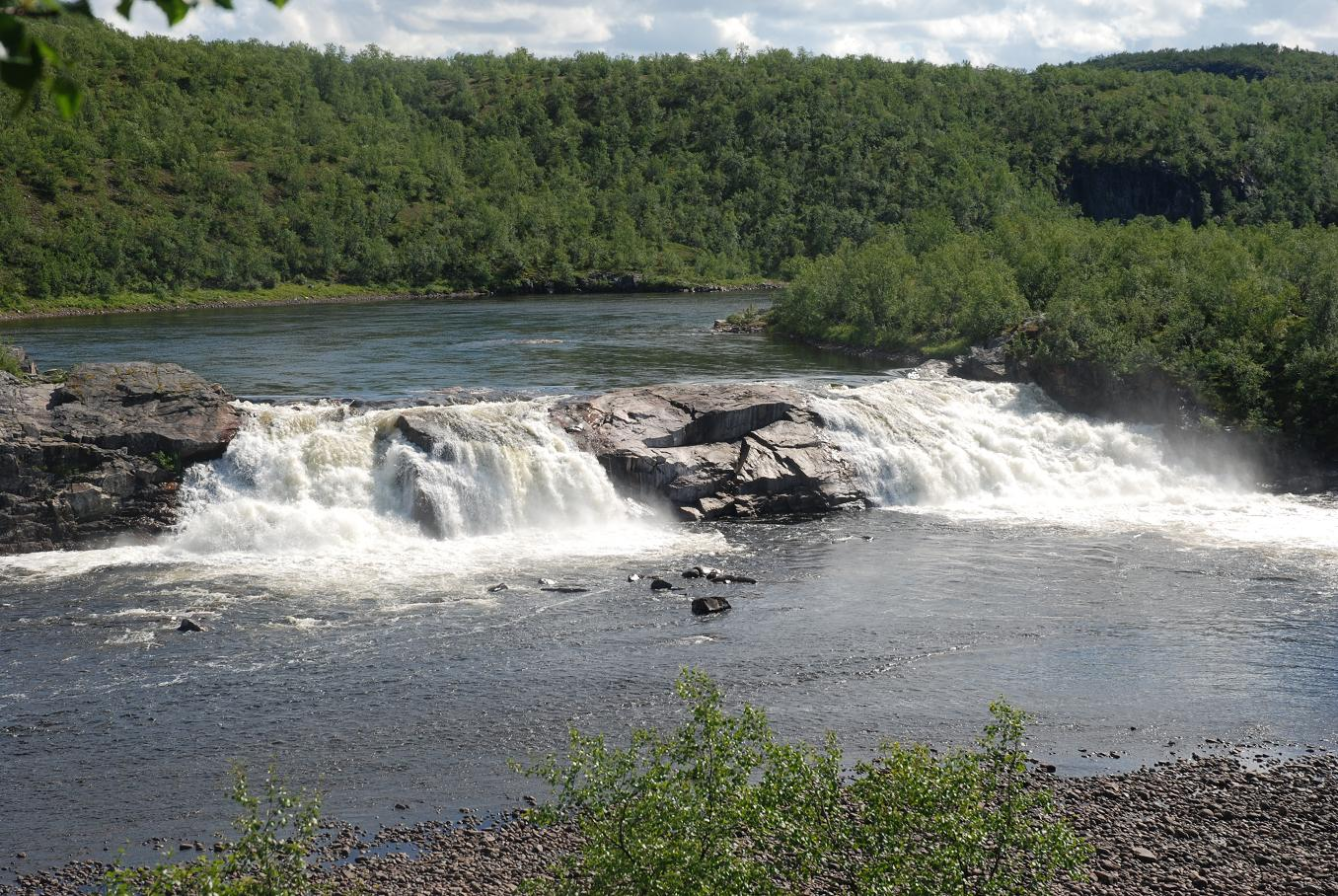
Cascada Pikefossen, en el río Kautokeino.

Kautokeino es el municipio más al sur de la provincia de Finnmark, y tiene límites con Alta en el norte, Karasjok en el oriente; con Nordreisa y Kvænangen (provincia de Troms) en el occidente, y con el municipio finlandés de Enontekiö en el sur. Además del pueblo de Kautokeino, el municipio incluye 15 localidades más pequeñas: Máze (Masi), Láhpoluoppal, Šihččajávri, Ávži, Siebe, Mieron, Stornes, Šjuoššjávri, Čunovuohppi, Suolovuopmi, Gálaniitu, Áidejávri, Ákšomuotki (Økseidet) y Soahtefielbma.
Con sus 9704 km², es el municipio más extenso de Noruega. En su territorio se encuentra una parte de la meseta de Finnmark (Finnmarksvidda). Unos 10 000 lagos cubren aproximadamente 640 km² del municipio. El Kautokeino es el río principal; nace en un lago finlandés y corre hacia el norte, atravesando los pueblos de Kautokeino y Máze antes de adentrarse al municipio de Alta y cambiar su nombre a Altaelva.

### Clima

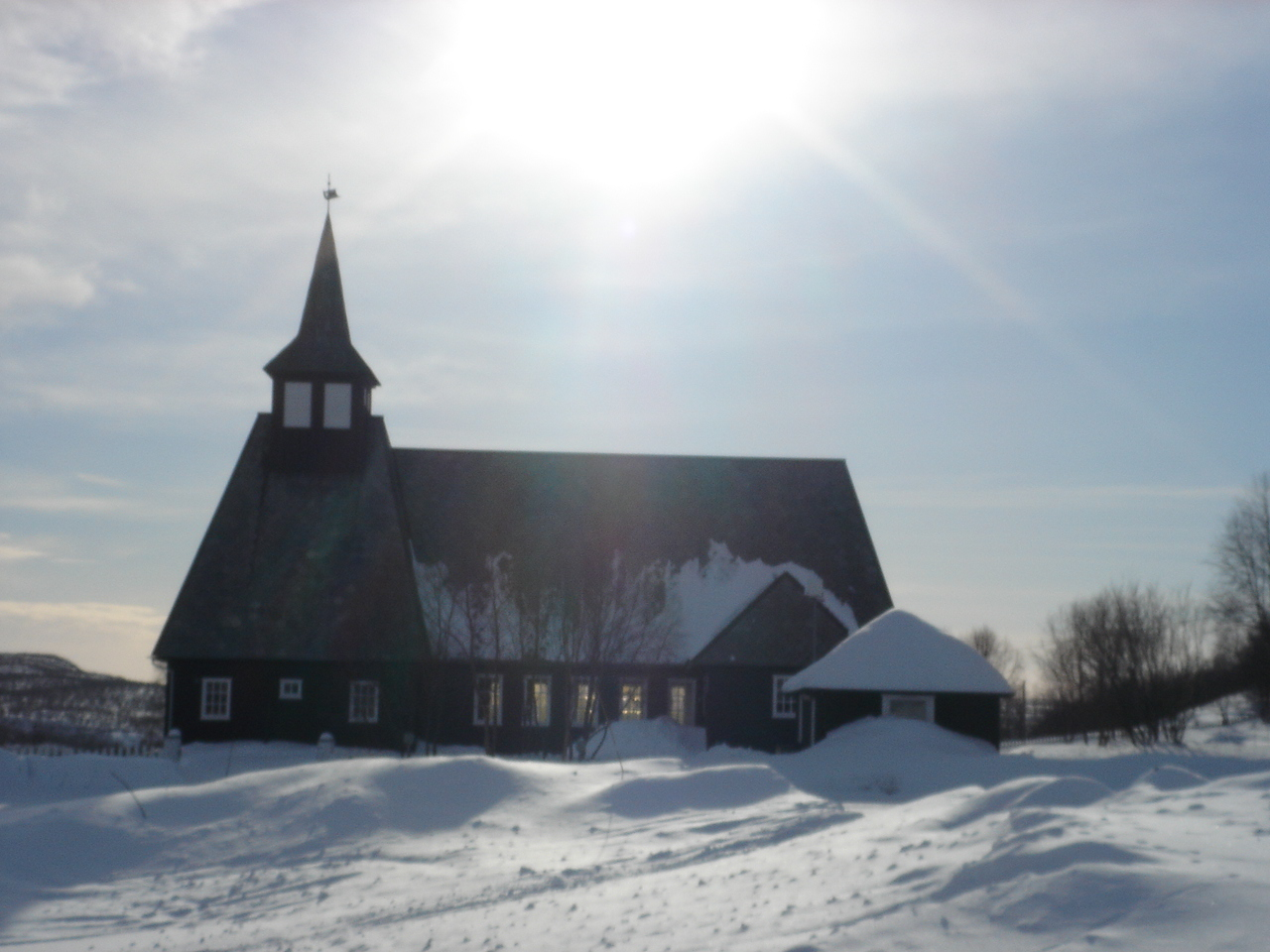
La iglesia del poblado de Máze en invierno.

Por su posición geográfica, Kautokeino tiene sol de medianoche durante cinco semanas en el verano. Durante seis semanas del invierno, el sol desaparece durante todo el día en lo que se conoce como noche polar.
La precipitación es bastante baja, con un promedio de 360 mm por año, una cifra equivalente a ciertas partes del desierto del Sahara. Sin embargo, a causa de las bajas temperaturas y una mayor cubierta vegetal, Kautokeino no es demasiado seco.
Durante el verano, las temperaturas fluctúan típicamente entre los 12 y los 25 °C. Estas temperaturas son agradables para los humanos, pero son también causa, junto con el agua estancada de los numerosos lagos, de la extensa propagación de mosquitos. Por ello, personas y renos emigran a la costa durante el verano. El pueblo de Sihcjavri tiene el récord de la mayor temperatura de la historia en el Norte de Noruega, con 34.3 °C el 23 de junio de 1920.
Mientras que las condiciones invernales se extienden desde la mitad de octubre hasta mediados de mayo, las condiciones más duras son entre diciembre y febrero, cuando la temperatura puede descender hasta los -45 °C o incluso menos. La temperatura promedio anual durante los últimos 30 años es de -2.7 °C.
El clima seco, sin embargo, hace que las temperaturas bajan sean más soportables que en lugares húmedos. Este clima seco convierte a Kautokeino en un sitio ideal para observar la Aurora polar.

## Demografía
La mayoría de la población (cerca del 90 %) tiene al sami como lengua madre. Kautokeino se diferencia del resto de Finnmark y Noruega en el hecho de que 50 % de su población tiene una edad menor a 30 años, y el porcentaje de población mayor de 66 años es la mitad de la media nacional. Otra cifra curiosa es el número de 86 mujeres por cada 100 hombres.

## Cultura
Por los eventos culturales que se celebran y la importancia de sus instituciones, Kautokeino es quizás la capital cultural de la Laponia Septentrional. El mayor evento es el Festival Sami de la Pascua, una época en que los sami tradicionalmente solían celebrar bodas y confirmaciones. Actualmente el festival incluye conciertos de yoik, obras de teatro sami, carreras de renos, carreras de motonieves, competiciones de pesca en hielo, fiestas y el Gran Premio de la Melodía Sami, una versión del Festival de la Canción de Eurovisión. El Festival de Cine Sami también se celebra en la Pascua, y se destaca un cine hecho de nieve.
La Carrera Anual de Kautokeino incluye algunos kilómetros a pie o el doble de distancia en bicicleta.
En agosto está el Festival del Pez Blanco, así como el Festival de Otoño.
El principal monumento de Kautokeino es el Arco Geodésico de Struve, que tiene dos de sus vértices en el municipio y de acuerdo a la Unesco forma parte del patrimonio de la humanidad.

### Instituciones culturales

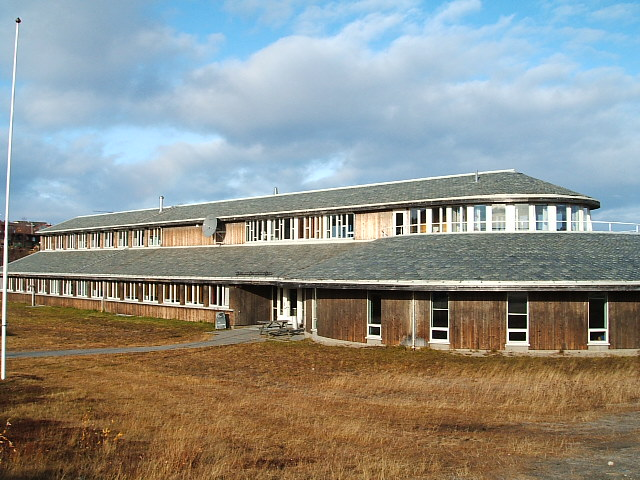
Edificio del Departamento de Lengua del Parlamento Sami de Noruega, en Kautokeino.

Kautokeino es sede de varios institutos culturales, entre ellos:
- El Teatro Nacional Sami (Beaivváš Sámi Theatre)
- Escuela Preparatoria Sami y Escuela de Ganadería de Renos
- Colegio Universitario Sami
- Instituto Sami Nórdico
- Departamento de Lengua del Parlamento Sami Noruego.
- Departamento de Educación del Parlamento Sami Noruego.
- Centro de Recursos para los Derechos de los Pueblos Indígenas.
- Centro Internacional de la Crianza de Renos.

En Kautokeino tienen su sede el periódico Áššu, una publicación en idioma sami de dos ediciones a la semana que se distribuye en Noruega, Suecia y Finlandia, y DAT, una compañía editorial y de grabaciones.